# Southeast Museum of Photography
Das Southeast Museum of Photography (kurz SMP, Südöstliches Museum der Fotografie) in Daytona Beach, Florida wurde 1992 eröffnet und gehört zum Campus des Daytona State College.
Die Dauerausstellung des Museums mit mehr als 3.500 Fotos enthält Werke von William Klein, Sally Mann, Harry Callahan, Gordon Parks, Alfred Stieglitz, Edward Steichen, Paul Strand, Aaron Siskind und Robert Rauschenberg.

## Publikationen
- Alison Devine Nordström; Patricia H. Snavely; Southeast Museum of Photography; Samuel P. Harn Museum of Art: Pro femina: images of women by women: from the collection of the Southeast Museum of Photography, Daytona Beach Community College, Daytona Beach, Florida. Samuel P. Harn Museum of Art, University of Florida, 1993
- Casey Blanton; Elizabeth Edwards: Picturing paradise: colonial photography of Samoa, 1875 to 1925. [Daytona Beach, Florida]: Daytona Beach Community College 1995, ISBN 1-887040-14-5
- Saiga, Yuji; Noriko Fuku: Land of paradox. [Daytona Beach, Florida]: Daytona Beach Community College 1996, ISBN 1-887040-16-1
- Gordon Parks; Deborah Willis; Leonard Richard Lempel. Midway: portrait of a Daytona Beach neighborhood: photographs by Gordon Parks. [Daytona Beach, Florida]: Southeast Museum of Photography at Daytona Beach Community College 1999, ISBN 1-887040-26-9
- Eileen Cowin; Jay Belloli; Sue Spaid: Eileen Cowin, work 1971–1998: still (and all). Pasadena, California: Armory Center for the Arts 2000, ISBN 1-893900-01-0
- Robert W. Fichter: Florida photogenesis: the work of creative and experimental photographers in Florida. Tallahassee, Florida: Florida State University Museum of Fine Arts, School of Visual Arts & Dance 2000, ISBN 1-889282-09-X
- Alex Harris; Lillian Guerra: The idea of Cuba. Albuquerque: University of New Mexico Press 2007, ISBN 978-0-8263-4139-6
- André Kertész; Robert Gurbo; Eelco Wolf: Andre Kertesz: the polaroids. New York: W.W. Norton 2007, ISBN 978-0-393-06564-0